# Günter Sommer
Günter Sommer (Dresden, 25 augustus 1945) is een Duitse jazzmuzikant (drums, percussie). Hij telt tot de freejazz-muzikanten van de eerste generatie in Europa.

## Biografie
Na eerste ervaringen in amateurbands tijdens zijn studie behoorde Sommer vanaf 1965 tot de Klaus Lenz Big Band en vanaf 1966 tot het Friedhelm Schönfeld Trio, het Manfred Ludwig Sextett, in 1971 tot de jazzrockband SOK en vervolgens tot de band Synopsis. In de laatst genoemde bands speelde hij al samen met Ulrich Gumpert, die zijn spelpartner werd en met wie hij als duo tijdens de jaren 1970 talrijke concerten gaf in binnen- en buitenland.
Na zijn studie aan de Hochschule für Musik Carl Maria von Weber Dresden, waarheen Günter Sommer in 1995 als professor voor slagwerk en percussie terugkeerde, ontdekte hij de Europese avant-garde van de freejazz en ontwikkelde hij zich tijdens ontmoetingen en optredens met muzikanten als Peter Brötzmann, Alexander von Schlippenbach, Paul Lovens, Peter Kowald en Evan Parker muzikaal verder.
Vanaf dan begon Sommer met andere, deels ook zelf gebouwde instrumenten te experimenteren (waaronder pauken, hoorns, orgelpijpen), om zijn uitingsmogelijkheden uit te breiden. Niet alleen vanwege deze uitbreiding van het instrumentarium, maar ook vanwege zijn openheid voor andere muziekculturen en het werken met pauze en stilte als vormgeving had de componist en instrumentexperimentator Hans-Karsten Raecke invloed. Daarbij dwong de (bij soloconcerten) achter een gordijn spelende Sommer zijn publiek, de opmerkzaamheid van het kijken bij het muziek maken te sturen tot een geconcentreerd luisteren. De eerste solo-optredens met deze luistermuziek vonden plaats in de toenmalige Westberliner Philharmonie en de DDR-Jazzbühne Berlin. Sinds 1985 heeft Sommer zijn luistermuziek-concept in de zin van het muziektheater uitgebreid met een samenwerking met dansers en acteurs.
Vanaf 1977 gaf Sommer ook in duet met de Merseburgse Domvoorzanger Hans-Günther Wauer concerten, reisde hij in 1979 met DDR-muzikanten en het trio Kowald-Smith-Sommer door Europa en naar Japan en nam hij deel aan talrijke jazz-evenementen en internationale workshops.
Verder werkte hij nauw samen met schrijvers als Christa Wolf en Christoph Hein en hij vormde hun teksten muzikaal. Bovendien ging hij een artistieke samenwerking aan met de schrijver Günter Grass. Tot de publicatie Es war einmal ein Land (1987), waarin Günter Grass voor Sommers percussiemuziek leest uit zijn werken Die Blechtrommel en Die Rättin, schreef Sommer voor de tekstband ook het voorwoord en een handleiding voor het juiste luisteren.
Zijn luistermuziek vond ook zijn neerslag daardoor, dat zijn muziek tot geïntegreerde en toch onafhankelijke elementen werd van luisterspelen, zoals in de luisterspel-producties van de Deutschlandradio Berlijn Das wilde Fest van de auteur Joseph Moncure March uit 1997 en de door Helma Sanders-Brahms bewerkte moderne editie van de traditionele verhalen uit Tausendundeine Nacht 1993, 1995, 1999 (1e tot de 14e nacht) en 2002 (15e tot de 17e nacht).
Na de politieke wending verplaatste zich Sommers werkgebied ook ruimtelijk, eerst in het Alpengebied en ontwikkelde zich een samenwerking met Inge Mißmahl en het Off-Off-Theater Konstanz, de Swiss Horns en de Italiaanse Crams Percussion Staff. In 2000 speelde hij met Dietmar Diesner de muziek voor de film Konzert im Freien van Jürgen Böttcher.
In 2007 werkte Sommer in de genre-overkoepelende reeks OPER Leipzig unplugged van Heike Hennig en Friedrich Minkus met de danseres Zufit Simon, de countertenor Alex Nowitz en de saxofonist Hartmut Dorschner.
In 2009 leidde Sommer het door Oliver Schwerdt bedachte Transatlantic Freedom Suite Tentet met ensembleleden uit vier generaties zoals Wadada Leo Smith, Axel Dörner, Urs Leimgruber, Ernst-Ludwig Petrowsky, Axel Andrae, Oliver Schwerdt, Barre Phillips, Michael Haves, Christian Lillinger en Günter Sommer, die optraden tijdens de 33e Leipziger Jazztage. Na uitvoerige bezigheid met het bloedbad van de Duitse legermacht ten opzichte van de burgerbevolking van Kommeno ontstonden zijn Songs for Kommeno met Savina Yannatou, Floros Floridis, Evgenios Voulgaris en Spilios Kastanis. De cd Three Seasons met Patrick Bebelaar en Michel Godard werd door The New York City Jazz Record gekozen tot een van de albums van het jaar 2014.
Sommers drumspel is gedocumenteerd op 105 geluidsdrager-publicaties. Ten gevolge van de wetenschappelijke aandacht tegenover zijn artistieke werk, zijn de eerste pogingen om het speciale instrumentarium dat de freejazz ontwikkelde te musealiseren, publiek gedocumenteerd.

## Verwijten van de dienst staatsveiligheid
Volgens de dossiers van de Stasiunterlagen-Behörde werd Sommer tijdens zijn studie tijdens de jaren 1990 bestempeld als geheime informant voor het ministerie van staatsveiligheid. Een verbintenisverklaring is er niet. Volgens de dossiers werd hij wegens gebrekkige discipline, het niet verschijnen bij vergaderingen en onbetrouwbaarheid na vijf jaar verwezen. Het verwijt van de MfS-activiteit bereikte de openbaarheid als open brief van Dietmar Diesner, een dag na de openbaring van de beslissing om Sommer de Kunstpreis der Landeshauptstadt Dresden in 2011 toe te kennen. Een reglementsverificatie tijdens de jaren 1990 had opgeleverd, dat geen belastende contacten met de staatsveiligheid bestonden.

## Privéleven
Günter Sommer woont in Radebeul.

## Onderscheidingen
- 1985: Kunstpreis der DDR
- 2002: Kunstpreis der Großen Kreisstadt Radebeul
- 2011: Kunstpreis der Landeshauptstadt Dresden
- 2012: Preis der deutschen Schallplattenkritik (bestenlijst van het vierde kwartaal) voor Songs for Kommeno

## Discografie
- 1974: Synopsis (Zentralquartett): Auf der Elbe schwimmt ein rosa Krokodil (FMP Records)
- 1979: Hörmusik (FMP Records/Amiga), Sommers eerste soloalbum
- 1979: Leo Smith, Peter Kowald, Günter Baby Sommer: Touch the Earth (FMP Records)
- 1990: Zentralquartett (Intakt), met Conrad Bauer, Ernst-Ludwig Petrowsky en Ulrich Gumpert
- 2009: Ulrich Gumpert, Günter Baby Sommer: Das donnernde Leben (Intakt)
- 2013: Dedications: Hörmusik VI (Intakt), soloalbum
- 2014: Günter Baby Sommer, Michel Godard, Patrick Bebelaar: Three Seasons (HGBS)
- 2016: Gabriele Hasler, Günter Baby Sommer: Fundstuecke  (Laika)
- 2017: Le Piccole Cose (Live at Theater Gütersloh) (Intuition), soloalbum
- 2018: Günter Baby Sommer, Till Brönner:  Baby's Party (Intakt)

Met Hans-Günther Wauer
- 1982: Dedication (FMP Records)
- 1986: Verschränkte Konstruktion (Amiga)
- 1994: Merseburger Begegnung kip, trio met Theo Jörgensmann

### Toonzettingen van literatuur
- 1987: Es war einmal ein Land (Steidl), met Günter Grass
- ????: 1001 Nacht. Die 1. bis 13. Nacht. Hoorspel van Helma Sanders-Brahms. Regie: Robert Matejka. Productie: RIAS en DLR, Hörbuch Hamburg, München 2003, ISBN 3-89584-9 (niet geldig)
- ????: 1001 Nacht Die 14. bis 17. Nacht. Regie: Helma Sanders-Brahms. Productie: DLR. Hörbuch Hamburg, München 2004
- 2004: Mein Jahrhundert (Steidl), met Günter Grass
- 2008: Abbara (Intakt), met Rafik Schami

### Filmmuziek
- 1989: Weil ich ein Dicker bin

## Filmografie
- 2014: Als Mensch ein Solist, film met en over de jazzmuzikant Günter 'Baby' Sommer